# Gardouch
Gardouch (okzitanisch: Gardog) ist eine französische Gemeinde mit 1.360 Einwohnern (Stand: 1. Januar 2022) im Département Haute-Garonne in der Region Okzitanien. Sie gehört zum Arrondissement Toulouse und zum Kanton Revel. Die Einwohner werden Gardouchois genannt.

## Lage
Die Gemeinde Gardouch liegt in der Kulturlandschaft Lauragais am Canal du Midi, 29 Kilometer südöstlich von Toulouse. Der Hers-Mort begrenzt die Gemeinde im Nordosten, das Flüsschen Thésauque im Westen. Umgeben wird Gardouch von den Nachbargemeinden Saint-Rome im Norden, Villefranche-de-Lauragais im Nordosten, Renneville im Osten, Montclar-Lauragais im Südosten, Lagarde und Seyre im Süden, Montesquieu-Lauragais im Westen und Nordwesten sowie Vieillevigne im Nordwesten. Durch das Gemeindegebiet von Gardouch führt die Autoroute A61.
Die Autoroute A61 verläuft im Nordosten die Gemeinde.

## Bevölkerungsentwicklung
| Jahr                       | 1962 | 1968 | 1975 | 1982 | 1990 | 1999 | 2011 | 2020 |
| Einwohner                  | 633  | 711  | 689  | 727  | 889  | 996  | 1295 | 1312 |
| Quellen: Cassini und INSEE |      |      |      |      |      |      |      |      |

## Sehenswürdigkeiten
- Kirche Saint-Martin
- Schleuse und Schleusenhaus am Canal du Midi, als Ensemble Monument historique
- Aquädukt von Voûtes aus dem 17./18. Jahrhundert, Monument historique, hier führt der Canal du Midi über den Hers-Mort

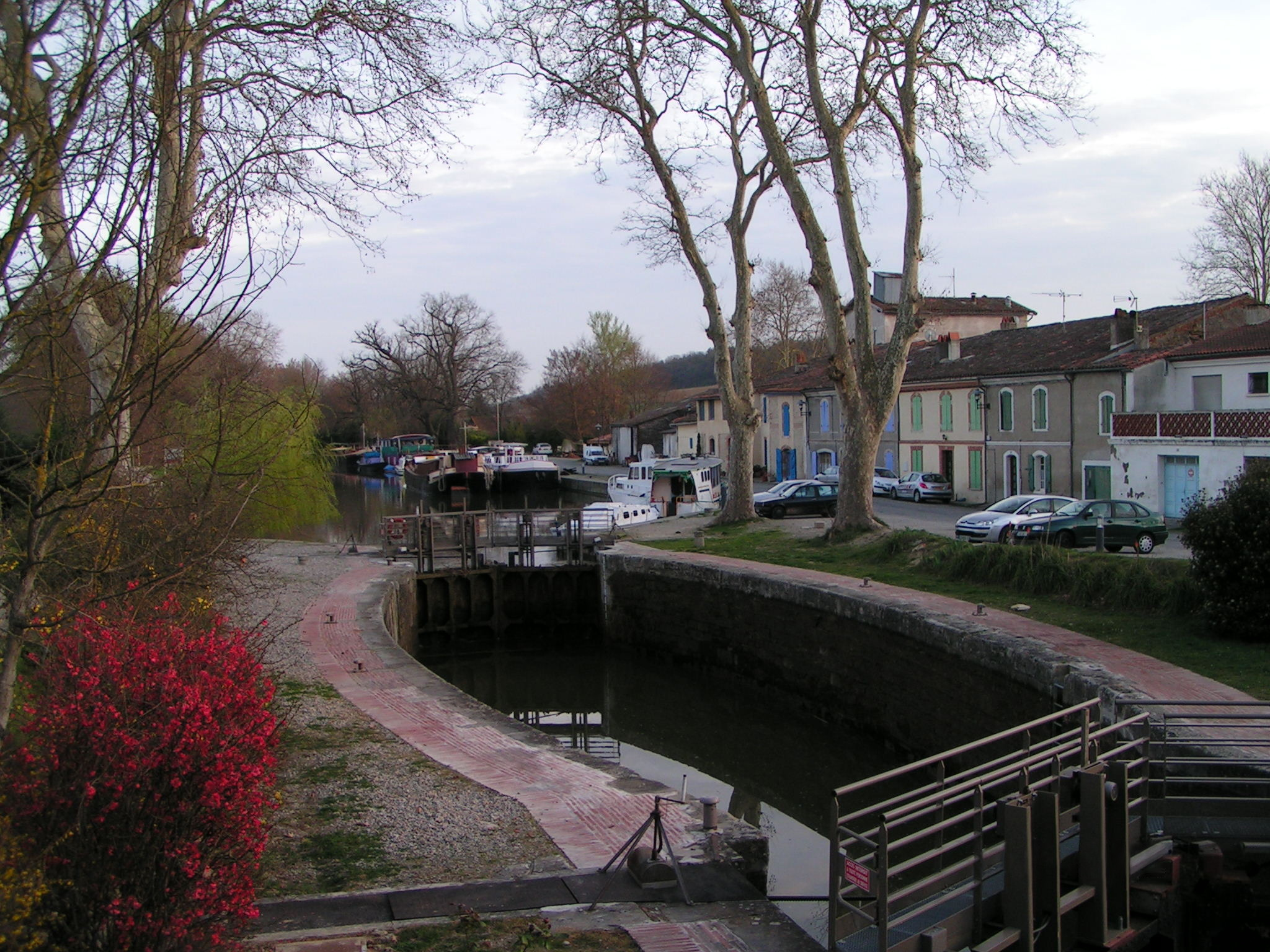
Canal du Midi in Gardouch
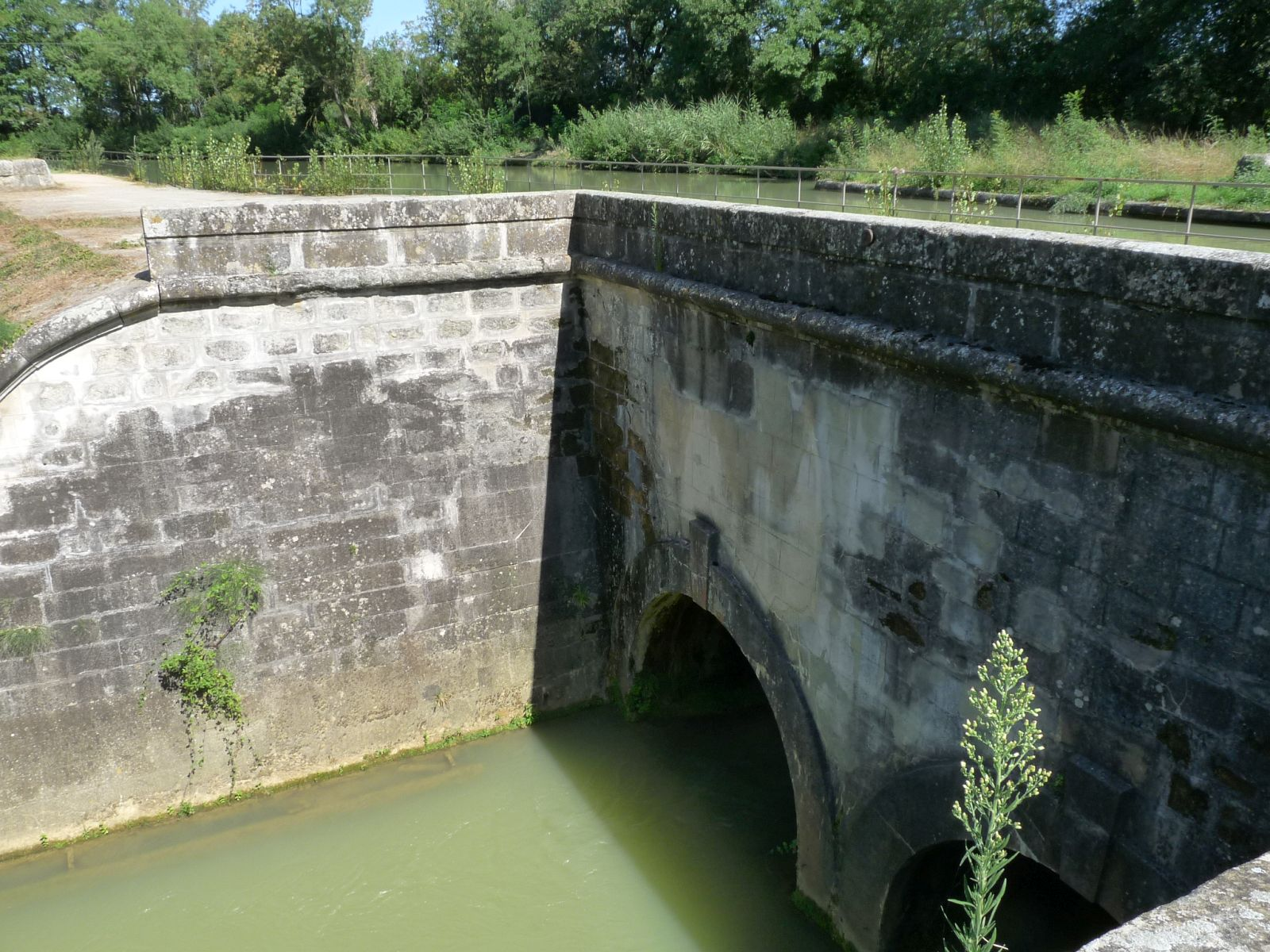
Aquädukt von Voûtes